# Encyclia
Encyclia es un género de  242 especies de orquídeas epífitas que se han reclasificado procedentes del género Epidendrum de las que difieren en los bulbos parecidos a las Cattleya y en la estructura de las flores. Se encuentran en Centroamérica, y Caribe, donde por las noches llena el aire con las fragancias de su perfume parecido a los cítricos.

## Descripción
Este género es de plantas epífitas. Está muy próximo a Cattleya con las que solo tienen de diferencia el número de polinia que en este género es de 4 que están fuertemente unidos a la caudícula.  Los tallos son normalmente cortos. 
Los pseudobulbos de unos 6 a 30 cm de longitud, son estrechos con forma de lapiceros, y están claramente separados.
Cada pseudobulbo desarrolla una hoja cérea y aspecto de cuero de unos 20 cm de longitud.

La inflorescencia tiene unas flores pequeñas de menos de 4 cm de diámetro. La columna no tiene pie, y no está adosada al Labelo en la mayor parte de su longitud. Con unos sépalos y pétalos largos y estrechos. El labelo de color blanco o  crema forma un tubo que abraza rodeando por la parte superior a la columna.  El extremo del labelo con forma trapezoidal muy ancho.

## Distribución y hábitat
Las especies de Encyclia son epífitas y se encuentran en las tierras tropicales de Centroamérica y en  el Caribe en bosques de montaña, aunque en las Antillas Mayores se le puede encontrar en casi todos los ecosistemas desde bosques de montaña hasta vegetaciones costeras, incluso sobre manglares.

## Cultivo
Florecen en primavera, verano. Es planta muy dura y fácil de cultivar; le gusta la luz intensa y aguanta bien la sequía.

## Taxonomía
El género fue descrito por William Jackson Hooker y publicado en Botanical Magazine 55: pl. 2831. 1828. La especie tipo es: Encyclia viriflora Hook. 
Etimología
Encyclia (abreviado Encycl.): nombre genérico que procede del griego: "enkyklein"  = ( encerrar, o rodear ), en referencia a los lóbulos laterales del labelo que rodean a la columna. 
Sinonimia
- Doxosma Raf., Fl. Tellur. 4: 9 (1838).
- Sulpitia Raf., Fl. Tellur. 4: 37 (1838).[3]

- Nombre común: orquídea mariposa

## Algunas especies deEncyclia
- Encyclia adenocarpa
- Encyclia adenocaula
- Encyclia advena Brade 1935
- Encyclia aenicta Dressler & G.E.Pollard 1971.
- Encyclia alata
- Encyclia altissima -  islas Turks y Caicos
- Encyclia amanda (Ames) Dressler 1971.
- Encyclia ambigua (Lindl.) Schltr. 1914
- Encyclia amicta (L.Linden & Rchb.f.) Schltr. 1919
- Prosthechea apuahuensis (Mansf.) Van den Berg
- Encyclia aspera (Lindl.) Schltr. 1918
- Encyclia asperula Dressler & G.E.Pollard 1974
- Encyclia atrorubens (Rolfe) Schltr. 1918
- Prosthechea borsiana (Campacci) Campacci
- Encyclia bracteata (Barb.Rodr.) Schltr. ex Hoehne 1930
- Encyclia bractescens (Lindl.) Hoehne
- Encyclia brassavolae (Rchb.f.) W.E.Higgins
- Encyclia candollei (Lindl.) Schltr. 1914
- Encyclia ceratistes
- Encyclia fucata
- Encyclia incumbens
- Encyclia ionosma (Lindl.) Schltr. 1914
- Encyclia isochila (Rchb.f.) Dod 1986
- Encyclia jauana  (Carnevali & I.Ramírez) W.E.Higgins
- Encyclia kautzkii (Pabst) W.E.Higgins
- Encyclia kennedyi (Fowlie & Withner) Hágsater 1973
- Encyclia kingsii (C.D.Adams) Nir 1994
- Encyclia kundergraeberi V.P.Castro & Campacci 1998
- Encyclia lancifolia
- Encyclia parkeri
- Encyclia phoenicia
- Encyclia profusa (Rolfe) Dressler & Pollard 1971
- Encyclia punctifera (Rchb.f.) W.E.Higgins
- Encyclia pygmaea (Hook.) W.E.Higgins
- Encyclia pyriformis (Lindl.) Schltr. 1914.
- Encyclia randiana Linden & Rodg.] Withner 2000
- Encyclia randii
- Encyclia remotiflora
- Encyclia replicata
- Encyclia rodolfoi Archila, Chiron & Véliz 2013 - Guatemala, Sur de México, El Salvador
- Encyclia rufa   Islas Turcos y Caicos
- Encyclia seidelii Pabst 1976
- Encyclia selligera (Bateman ex Lindl.) Schltr. 1914
- Encyclia sintenisii
- Encyclia spatella (Rchb.f.) Schltr. 1924
- Encyclia spiritusanctensis L.C.Menezes 1991
- Encyclia stellata
- Encyclia suaveolens Dressler 1971
- Encyclia subulatifolia (A.Rich. & Galeotti) Dressler 1961
- Encyclia suzanensis  (Hoehne) W.E.Higgins
- Encyclia tampensis
- Prosthechea tardiflora Mora-Ret. ex Pupulin
- Encyclia trachycarpa
- Encyclia triangulifera (Rchb.f.) Acuña 1939
- Encyclia truncata
- Encyclia unaensis
- Encyclia varicosa (Bateman) W.E.Higgins
- Encyclia wageneri
- Encyclia withneri (Sauleda) Sauleda & R.M.Adams
- Encyclia xipheres
- Encyclia xuxiana
- Encyclia yauaperyensis (Barb.Rodr.) Porto & Brade 1935

Encyclia se encuentra en la misma alianza que el género Cattleya y Laelia. Estos se emplean de una forma extensiva en hibridaciones.

## Híbridos intergenéricos
En World Checklist of Monocotyledons (2004). The Board of Trustees del Real Jardín Botánico de Kew.
- Encyclia × alcardoi V.P.Castro & Chiron (2002) (Encyclia argentinensis × Encyclia flava)
- Encyclia × bajamarensis Sauleda & R.M.Adams (1981) (Encyclia gracilis × Encyclia rufa)
- Encyclia × guzinskii Sauleda & R.M.Adams (1990) (Encyclia altissima × Encyclia plicata)
- Encyclia × hillyerorum Sauleda & R.M.Adams (1990) (Encyclia fehlingii × Encyclia fucata)
- Encyclia × knowlesii Sauleda & R.M.Adams (1990) (Encyclia fehlingii × Encyclia plicata)
- Encyclia × lleidae Sauleda & R.M.Adams, (1984) (Encyclia gracilis × Encyclia plicata)
- Encyclia × lucayana Sauleda & R.M.Adams (1981) (Encyclia fahlingii × Encyclia gracilis)
- Encyclia × raganii Sauleda & R.M.Adams (1984) (Encyclia altissima × Encyclia gracilis)